# Leuven
Leuven (Frans: Louvain) is een centrumstad en gemeente in de Belgische provincie Vlaams-Brabant. Het is de hoofdstad van deze provincie en tevens de hoofdplaats van het bestuurlijke en gerechtelijke arrondissement Leuven. Leuven heeft een oppervlakte van 57,51 km² en heeft een bevolking van 104.812 inwoners (1 januari 2025).
Leuven ligt aan de Dijle en is onder meer bekend als de vestigingsplaats van de Katholieke Universiteit Leuven, de oudste universiteit in de Lage Landen, de multinational Anheuser-Busch InBev (historisch Brouwerij Artois, naderhand ook nog Interbrew en InBev geheten), de Boerenbond en het universitair ziekenhuis Gasthuisberg. Ook verscheidene spin-offs van de KU Leuven, zoals IMEC of Materialise, zijn gevestigd in de stad. Sint-Pieter is de patroonheilige van Leuven.

## Toponymie
Het toponiem Leuven wordt voor het eerst teruggevonden in de Annales Vedastini bij het jaar 884 als Luuanium (Luvanium). Ook Regino van Prüm vermeldt in zijn wereldkroniek in loco qui dicitur Lovon wanneer hij de gebeurtenissen uit 884 en 886 bespreekt. Vanaf de zestiende eeuw kwam de huidige schrijfwijze in gebruik.
Er bestaan meerdere theorieën over de oorsprong van de naam: één beweert dat de naam opklimt tot de prehistorische taal die in de regio gesproken werd voor de germanisering (tweede eeuw v.Chr.). In aansluiting bij Caesar mag men deze taal 'Belgisch' noemen. In het 'Belgisch' werden nederzettingsnamen doorgaans met behulp van het suffix -iom, afgeleid van persoonsnamen. Leuven is daarvan een mooi voorbeeld. De naam klimt op tot Lubaniom, hetgeen afgeleid is van de persoonsnaam Lubanios die betekent "de geliefde". Deze is op zijn beurt afgeleid van de Indo-Europese wortel leubh-, "liefhebben".
Andere, oudere verklaringen, zoals dat de naam zou afstammen van de door Julius Caesar vermelde Levaci of van de naam van de legendarische Schotse prins Lupus (wolf of herder), die de stad gesticht zou hebben, worden al lang niet meer als mogelijkheid aanzien. Sommige auteurs zochten dan weer een verklaring in de Leuvense leuze Altyd God loven. In Leuven zou, volgens deze opvatting, tijdens de Oudheid een Marstempel gestaan hebben. Volgens de negentiende-eeuwse opvatting van Edward Van Even kwam Leuven daarentegen van twee Germaanse woorden: lo ("loofbos") en ven ("veen"). Zo zou Leuven "moeras in het bos" betekenen, wat meteen de plaats waar de stad gevestigd werd omschrijft. Maurits Gysseling opperde tot slot dat de naam komt uit het oergermaans, waarbij lubanja- "het geliefde" betekent.

## Geografie

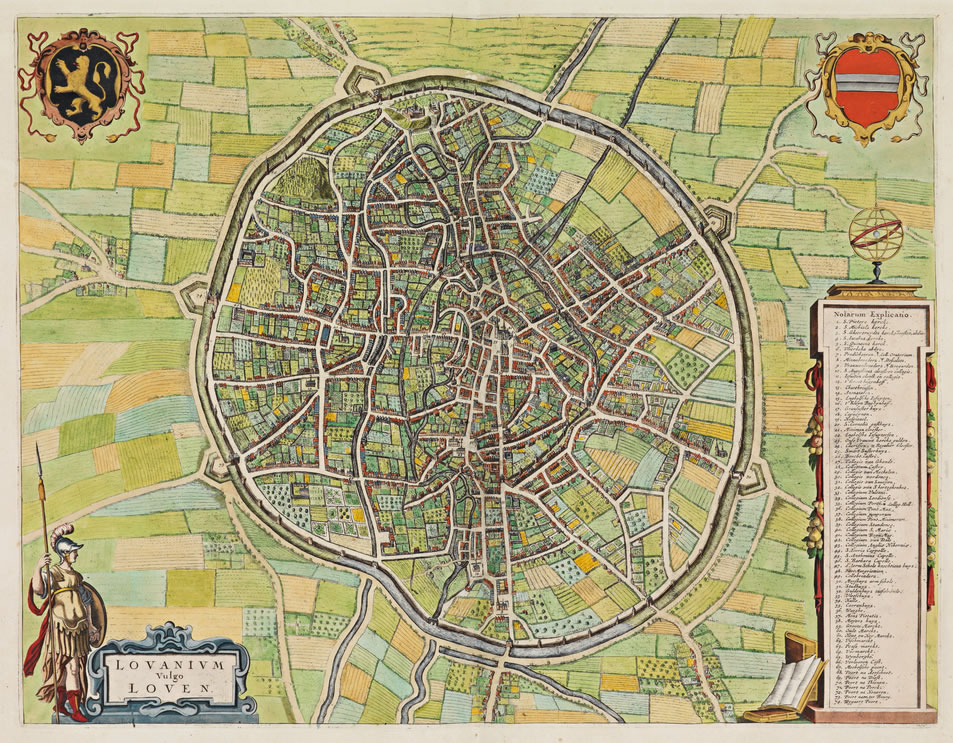
Kaart van Leuven rond 1699-1706.

Leuven ligt op slechts 25 km afstand van Brussel, 45 km van de steden Antwerpen en Namen, en 65 km van de stad Luik. Andere dichtbijgelegen steden zijn Mechelen, Vilvoorde, Tienen, Diest en Aarschot. Leuven is daarnaast een van de meest heuvelachtige steden van Vlaanderen.

### Kernen

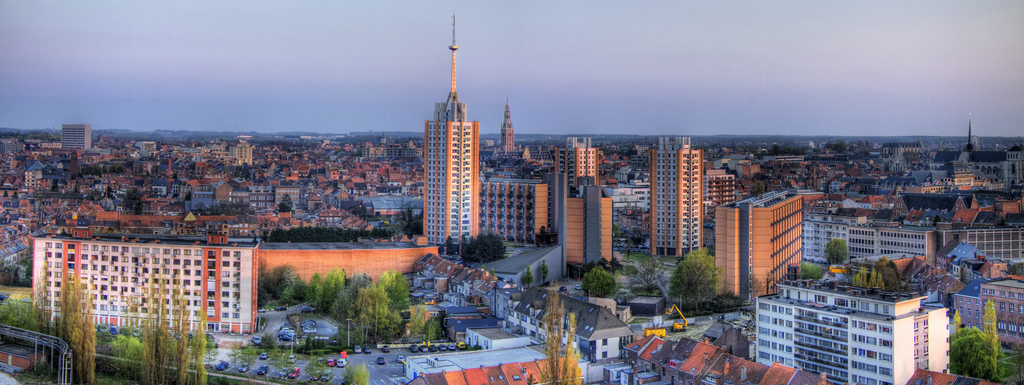
Gezicht op Leuven

Leuven bestaat sinds 1 januari 1977 uit de volgende deelgemeenten: Heverlee, Leuven, Kessel-Lo en Wilsele. De woonkern Wijgmaal werd van Herent overgenomen, ook werden gedeeltes van de vroegere gemeenten Korbeek-Lo ("Leuvens Korbeek-Lo") en Haasrode ("Leuvens Haasrode") bij Leuven gevoegd.

#### Leuven
|    | Naam               | Opp. (km²) | Inwoners (2020) | Inwoners per km² | NIS-code |
| -- | ------------------ | ---------- | --------------- | ---------------- | -------- |
| 1  | Leuven (centrum)   | 5,70       | 31.087          | 5.457            | 24062A   |
| 1a | Leuvens Korbeek-Lo | 2,86       | 3.321           | 1.162            | 24062E   |
| 1b | Leuvens Haasrode   | 2,38       | 155             | 65               | 24062E   |
| 2  | Wilsele            | 8,94       | 9.892           | 1.107            | 24062B   |
| 3  | Kessel-Lo          | 13,30      | 30.317          | 2,279            | 24062C   |
| 4  | Heverlee           | 19,75      | 23.555          | 1,193            | 24062D   |
| 5  | Wijgmaal           | 4,59       | 3.793           | 827              | 24062F   |

## Demografie

### Demografische evolutie van deelgemeente Leuven
- Bronnen: NIS en Stad Leuven - Opm: 1831 tot en met 1970=volkstellingen; 1976= inwonertal per 31 december; 2002 en later inwonertal per 1 januari

### Demografische ontwikkeling van de fusiegemeente
Alle historische gegevens hebben betrekking op de huidige gemeente, inclusief deelgemeenten, zoals ontstaan na de fusie van 1 januari 1977.
- Bronnen:NIS, Opm:1831 tot en met 1981=volkstellingen; 1990 en later= inwonertal op 1 januari

| Inwoners van jaar tot jaar op 1 januari 1992 tot heden | Inwoners van jaar tot jaar op 1 januari 1992 tot heden | Inwoners van jaar tot jaar op 1 januari 1992 tot heden |
| jaar                                                   | Aantal                                                 | Evolutie: 1992=index 100                               |
| ------------------------------------------------------ | ------------------------------------------------------ | ------------------------------------------------------ |
| 1992                                                   | 85.573                                                 | 100,0                                                  |
| 1993                                                   | 85.592                                                 | 100,0                                                  |
| 1994                                                   | 86.328                                                 | 100,9                                                  |
| 1995                                                   | 87.165                                                 | 101,9                                                  |
| 1996                                                   | 87.132                                                 | 101,8                                                  |
| 1997                                                   | 87.789                                                 | 102,6                                                  |
| 1998                                                   | 87.907                                                 | 102,7                                                  |
| 1999                                                   | 88.245                                                 | 103,1                                                  |
| 2000                                                   | 88.014                                                 | 102,9                                                  |
| 2001                                                   | 88.581                                                 | 103,5                                                  |
| 2002                                                   | 89.152                                                 | 104,2                                                  |
| 2003                                                   | 90.406                                                 | 105,6                                                  |
| 2004                                                   | 89.777                                                 | 104,9                                                  |
| 2005                                                   | 89.910                                                 | 105,1                                                  |
| 2006                                                   | 90.706                                                 | 106,0                                                  |
| 2007                                                   | 91.942                                                 | 107,4                                                  |
| 2008                                                   | 92.692                                                 | 108,3                                                  |
| 2009                                                   | 94.290                                                 | 110,2                                                  |
| 2010                                                   | 95.463                                                 | 111,6                                                  |
| 2011                                                   | 96.942                                                 | 113,3                                                  |
| 2012                                                   | 97.656                                                 | 114,1                                                  |
| 2013                                                   | 97.692                                                 | 114,2                                                  |
| 2014                                                   | 98.292                                                 | 114,9                                                  |
| 2015                                                   | 98.376                                                 | 115,0                                                  |
| 2016                                                   | 99.288                                                 | 116,0                                                  |
| 2017                                                   | 100.291                                                | 117,2                                                  |
| 2018                                                   | 101.396                                                | 118,5                                                  |
| 2019                                                   | 101.624                                                | 118,8                                                  |
| 2020                                                   | 102.275                                                | 119,5                                                  |
| 2021                                                   | 101.032                                                | 118,1                                                  |
| 2022                                                   | 102.236                                                | 119,5                                                  |
| 2023                                                   | 103.009                                                | 120,4                                                  |
| 2024                                                   | 104.009                                                | 121,5                                                  |
| 2025                                                   | 104.906                                                | 122,6                                                  |

## Bezienswaardigheden
Leuven kent diverse bezienswaardigheden:
- Het stadhuis
- De Grote Markt
- Het Martelarenplein
- De collegiale Sint-Pieterskerk in Brabantse hooggotiek (1425-ca. 1500)
- Het Tafelrond, het derde (neo)gotische gebouw op de Grote Markt
- Het Fonske, een standbeeld aan de Sint-Pieterskerk
- De Fiere Margriet (een standbeeld)
- De Lakenhal (1317-1345)
- Meerdere colleges uit verschillende tijdperken, waaronder het Pauscollege (1523, 1786-1788), het Atrechtcollege, het Amerikaans College, het Collegium Trilingue, het Van Dalecollege, het Koningscollege, het Sint-Annacollege, het Villerscollege, het College van Premonstreit, het Hollands College, het Iers College, het Heilige Geestcollege, het Luiks College, het Divaeuscollege, het Sint-Ivocollege, het Luxemburgcollege, het Hogenheuvelcollege, het Vigliuscollege, het Justus Lipsiuscollege en Pedagogie De Valk
- De Sint-Michielskerk (1650-1666)
- De hooggotische Sint-Kwintenskerk
- De laatgotische Sint-Antoniuskapel, met grafcrypte van pater Damiaan
- De Universiteitsbibliotheek (1921-1929) op het Ladeuzeplein
- De Onze-Lieve-Vrouw-ten-Predikherenkerk
- De Sint-Jacobskerk
- Het Groot Begijnhof
- Het Klein Begijnhof
- De stadsschouwburg
- Het Arenbergkasteel
- De Hortus Botanicus Lovaniensis, beter bekend als de Kruidtuin
- De stadsbibliotheek Tweebronnen, oude Technische School RITO en Wittevrouwenklooster
- De Sint-Geertruikerk
- De Abdij van Keizersberg
- De Oude Markt
- Het station
- De abdij van Park
- Het Sint-Donatuspark
- Het Museum M van de hand van architect Stéphane Beel
- Het Monarkengraf en ringwalheuvel
- De Bondgenotenlaan en de Diestsestraat
- Tal van religieuze (onder andere kerken) en profane bouwwerken
- De Verloren Kosttoren
- De Handbooghof

### Musea
Op zondag 20 september 2009 openden de Belgische prinses Mathilde en de Nederlandse prinses Máxima het M - Museum in de binnenstad van Leuven. Het museum heeft een totale oppervlakte van 13.500 vierkante meter en een eigen collectie van ongeveer 46.000 werken.

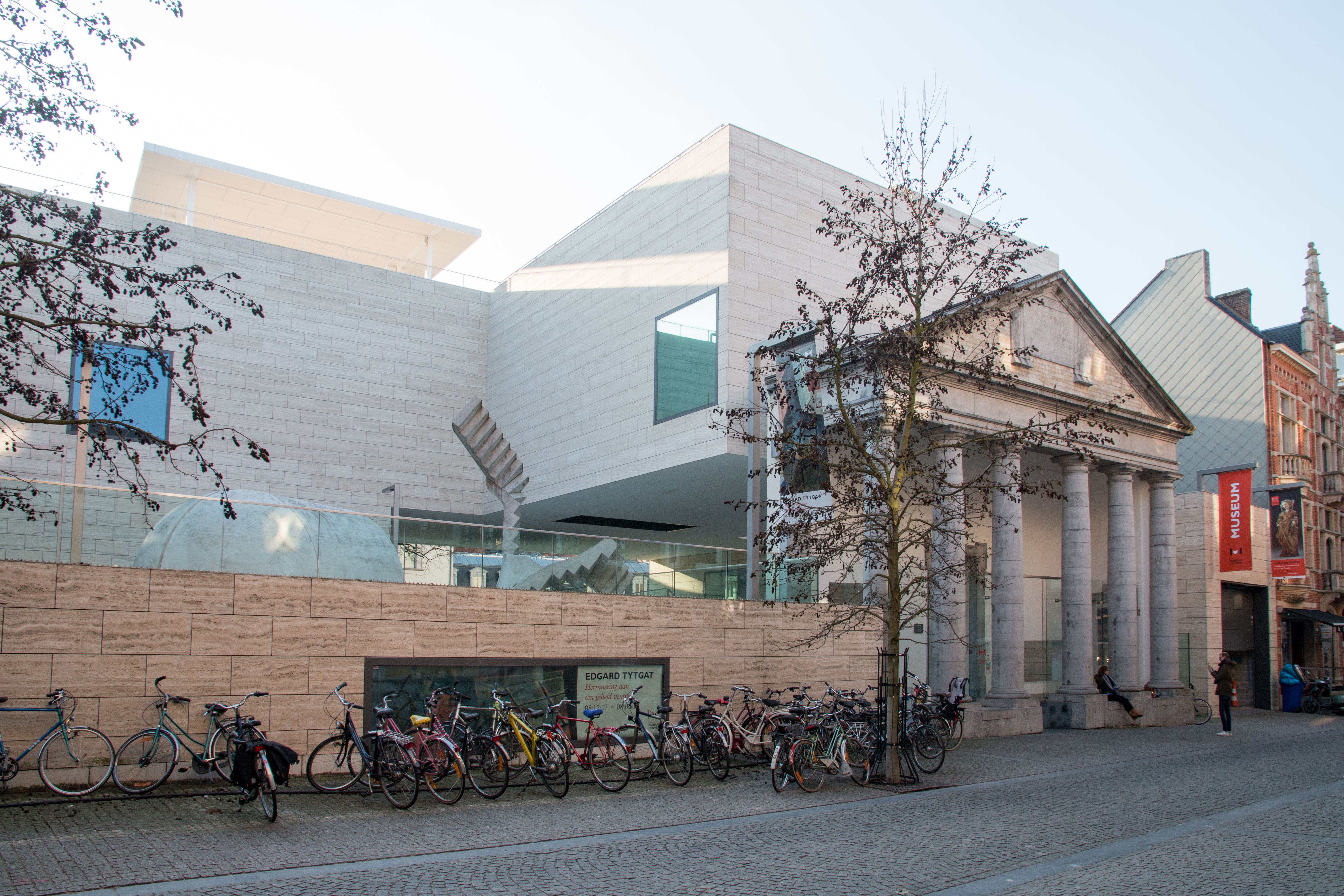
M - Museum

### Japanse honingboom
In de Naamsestraat staat op de binnenkoer van het Atrechtcollege een imposante Japanse honingboom. Deze boom werd geplant in de eerste helft van de 19de eeuw.

## Natuur en landschap
Leuven ligt op een hoogte van 24-62 meter. De belangrijkste waterloop is de Dijle, die van zuid naar noord door de stad loopt. Vanuit het noorden leidt het Kanaal Leuven-Dijle naar de stad. De Voer mondt in de stad uit in de Dijle. Vanuit het oosten komt ook de Molenbeek in de Dijle uit. In de stad zijn enkele parken, namelijk De Bruul, het Noormannenpark, het Sluispark, het Mariapark, het Dijlepark en de tuinen van de Abdij van Keizersberg. Daarnaast is er de Kruidtuin: de botanische tuin van de universiteit van Leuven.

## Cultuur

### Bijnamen
De bijnamen van de Leuvenaars zijn Pietermannen en Koeienschieters. De eerste naam verwijst naar de inwoners van de oudste parochie (Sint-Pieter) en de tweede bijnaam verwijst naar het historische feit van 1691 toen de inwoners van Leuven op een zekere nacht het vuur op verdachte gestalten openden. De Leuvenaars werden op dat moment belegerd door de Fransen en waren in de waan dat ze op vijandige soldaten schoten. De volgende morgen bleek echter dat ze een kudde koeien hadden beschoten.
De stad zelf werd door sommige van haar inwoners spottend aangeduid als Tobbackgrad, Tobbackville of Louisville. Dit verwees naar het jarenlange burgemeesterschap van Louis Tobback. Voor zijn opvolger, Mohamed Ridouani, verzon de Vlaamse pers de bijnaam Mo-town.
Vanwege de eeuwenlange aanwezigheid van zowel de brouwerij Artois als het studentenleven wordt Leuven ook wel de bierhoofdstad van Vlaanderen/België genoemd.

### Symbolen

#### Vlag
De Leuvense vlag bestaat uit drie horizontale banden: rood, wit en rood. Volgens de legende zou dit verwijzen naar de slag tegen de Vikingen in 891. Arnulf van Karinthië bracht de Vikingen toen een verpletterende nederlaag toe. Tijdens de veldslag zou er zoveel bloed gevloeid zijn dat de twee oevers van de Dijle rood kleurden (de twee rode banden), waartussen de Dijle stroomde (de witte band). In werkelijkheid draagt de Leuvense vlag de kleuren van Neder-Lotharingen en is heraldisch niet ouder dan de dertiende eeuw. De vlag lijkt sterk op de Oostenrijkse vlag, die dezelfde oorsprong heeft.

#### Wapenspreuk
De wapenspreuk van Leuven luidt: "Loven boven, altijd God loven."

### Uitgaan
Leuven is nationaal bekend om zijn uitgaansleven. Er zijn zeer veel uitgaansgelegenheden in de stad, overwegend cafés. De Oude Markt van Leuven wordt, vanwege zijn aaneenschakeling van kroegen, ook wel De Langste Toog van Europa genoemd. De donderdagavond (wegens het studentenleven), de vrijdagavond en de zaterdagavond zijn de drukste uitgaansmomenten. De Muntstraat profileert zich als het culinaire hart van de stad. De straat, die gedomineerd lijkt door Italiaanse restaurants, heeft na een grondige opknapbeurt ook stilaan een tweede adem gevonden. Ook telde Leuven enkele cafés speciaal voor holebi's, waar in 2018 alleen nog een café onder het Holebihuis Vlaams-Brabant van over is.

### Evenementen
Er worden verschillende jaarlijkse evenementen georganiseerd in Leuven, waaronder:
- Paasfeesten Leuven: folklorefestival met internationale groepen, tijdens het Paasweekend.
- Afrika Filmfestival (april-mei).
- Docville: internationaal festival gewijd aan de documentaire film (begin mei).
- Leuven in Scène (pinksterweekend).
- Mundo Moves Wereldfeest (eind mei of begin juni).
- Terrasfilms: gratis openluchtfilmfestival, projecties op twee grote schermen in het STUK (juni).
- Beleuvenissen: gratis muziekfestival met (inter)nationale artiesten, drie vrijdagen lang op drie pleinen in de stad.
- Atletiekmeeting voor Mon: atletiekwedstrijd eind juli.
- Vlaanderen Zingt: samenzangspektakel op de laatste zaterdag van de maand juli.
- M-idzomer, vier-daags muziek- en kunstenfestival eind juli of begin augustus
- Hapje-Tapje: eet- en drinkfestival in het centrum van Leuven (Grote Markt, Oude Markt, Muntstraat, 's Meiersstraat, Hogeschoolplein, Naamsestraat ...) (jaarlijks, eerste zondag van augustus).
- Meyboomplanting: jaarlijks op 9 augustus wordt de Leuvense Meyboom (in concurrentie met Brussel) op de Grote Markt geplant.
- Festival der Jaartallen, met de Abrahamviering, de Stoet der Jaartallen en de Kinderdag Arthur Dewit (begin september).
- Leuven Kermis (drie weken in september).
- Jaarmarkt op de eerste maandag van Leuven Kermis.
- Tour of Leuven: jaarlijkse wielerwedstrijd die begin september wordt verreden.
- Leuven Night Run: stratenloop die in september 's avonds plaatsvindt en waarbij er door bekende gebouwen gelopen wordt.
- Holebifilmfestival (november).
- Eindejaarscorrida: stratenloop (eind december).
- Internationaal Kortfilmfestival Leuven (begin december).

## Mobiliteit

### Openbaar vervoer

#### Spoorwegen
Het station Leuven ligt langs de spoorlijnen 35 (Leuven - Aarschot - Hasselt), 36 (Brussel - Luik), 36N (Schaarbeek - Leuven), 53 (Schellebelle - Leuven) en 139 (Leuven - Ottignies). In Bierbeek, iets ten zuidoosten van Leuven, begint ook de HSL 2, de hogesnelheidslijn richting Luik, langs de A3/E40. Buiten de HSL 2 zijn al deze spoorlijnen aangelegd in de negentiende eeuw. Naast de elektrificaties zijn sinds het begin van de eenentwintigste eeuw volgende werken uitgevoerd:
- De spoorlijn naar Brussel is viersporig geworden en Leuven is opgenomen in Gewestelijk ExpresNet-plannen.
- Er is een rechtstreekse verbinding naar de luchthaven sinds 2005 dankzij de Bocht van Nossegem.
- Bij de aanleg van de hogesnelheidslijn zijn er veel ongelijkvloerse kruisingen gebouwd die de afwikkeling van het spoorverkeer verbeteren.
- De treinen Brussel - Aarschot hoeven door een boog sinds 2006 niet meer te keren in Leuven.
- Het stationsgebouw is in de periode 2011-2014 gerestaureerd; het spooremplacement is helemaal heringericht. De stelplaats in Leuven wordt gebruikt om historisch treinmaterieel te stallen dat geen plaats heeft in een spoorwegmuseum.

In de deelgemeente Wijgmaal ligt de gelijknamige halte aan Spoorlijn 53 met verbindingen richting Sint-Niklaas en Gent via Mechelen.
Langs Spoorlijn 139 ligt de halte Heverlee in de gelijknamige deelgemeente en wordt bediend door treinen richting Ottignies en Charleroi-Centraal.

#### Trams en buurtspoorwegen

Kaart van de stads- en streektrams in Leuven 1940-1952

Op 4 april 1874 werd een paardentramlijn geopend van Stationsstraat tot Blauwe Hoek. Deze trams konden ook buiten het spoor op hun wielen rijden (chemins de fer américain). De trams werden uitgebaat door de maatschappij S.A. des Tramways de Louvain. De eerste tramlijn wordt opgeheven in 1895 en vervangen door een nieuwe paardentramlijn op normaalspoor tussen het station en de Grote Markt. Op 6 december 1892 werd de eerste streektram van de buurtspoorwegen naar Geldenaken geopend. Deze stoomtrams reden langs de vesten (Station, Tiensepoort, Naamsepoort) naar het spoorstation en kwamen de binnenstad niet in. Op 17 juli 1893 werd de streeklijn naar Sint-Joris-Winge (later Diest) geopend en op 10 mei 1897 de lijn naar Tervuren (Naamsepoort - Tervuursepoort). Er was een goederenaansluiting naar de haven van Leuven.
In 1906 stelden de buurtspoorwegen aan de stad voor om een elektrisch stadsnet op te richten gebruikmakend van de al bestaande streeklijnen en de aanleg van nieuwe lijnen. In 1912 werd de normaalsporige paardentramlijn opgeheven en werd het metersporige elektrische tramnet geopend. De exploitatie van het stadstramnet werd verpacht aan de S.A. des Tramways de Louvain, de uitbater van de vroegere paardentramlijn. In 1920 werd de concessie teruggeven aan de buurtspoorwegen, die de exploitatie in eigen beheer namen. Het stadsnet kende in de loop der tijd kleine uitbreidingen:

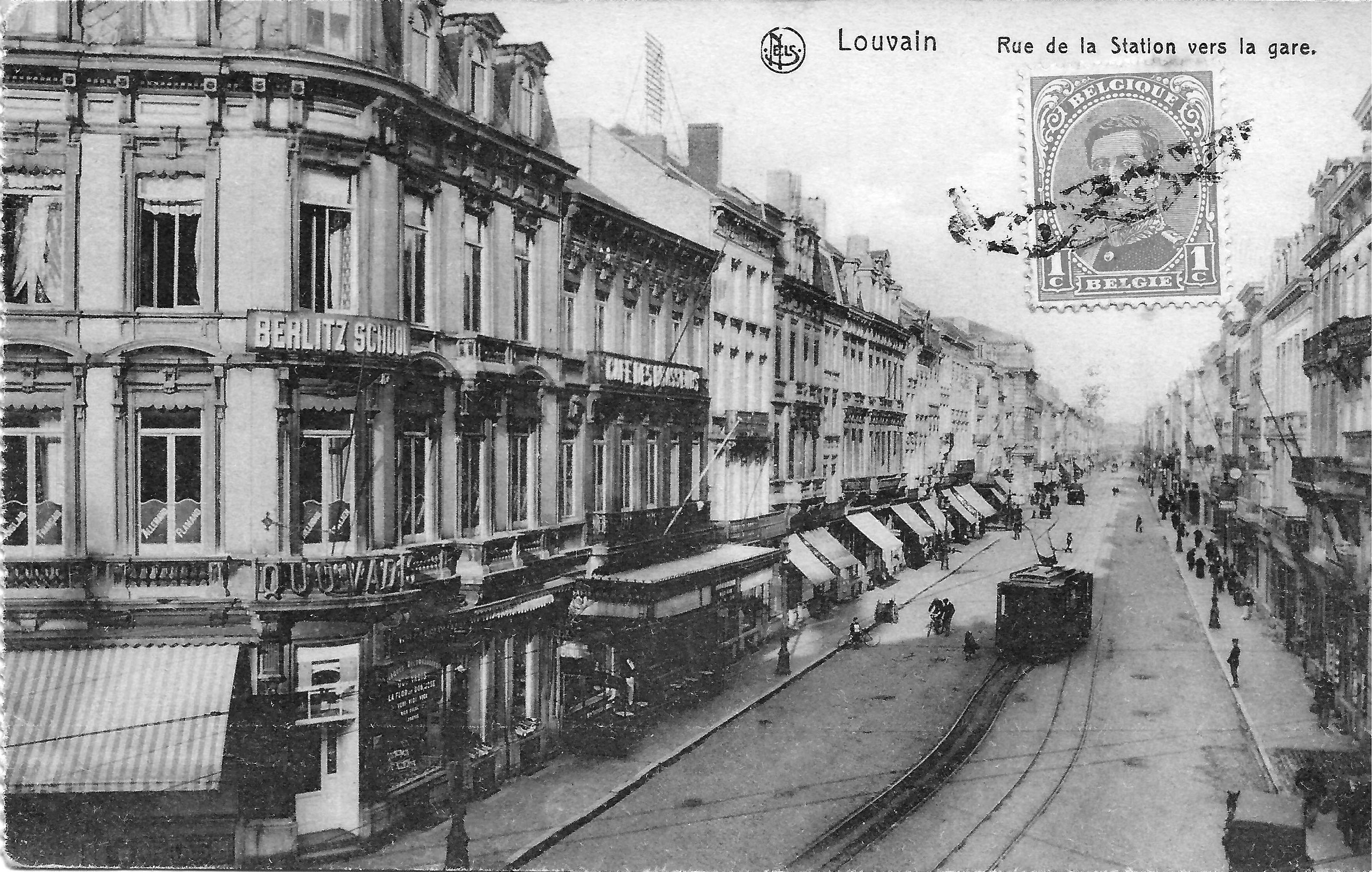
Tram in de stationsstraat (nu Bondgenotenlaan)

- 1926: naar Korbeek-Lo en naar Heverlee (Kantien)
- 1927: elektrificatie van Kessel-Lo tot Linden
- 1932: elektrificatie van Terbank naar Bertem op de streeklijn naar Tervuren
- 1934: Korbeek-Lo Lovenjoel
- 1934: elektrificatie van Bertem naar Tervuren op de streeklijn naar Tervuren
- 1937: van Mechelsepoort naar Herent
- 1940: van Station naar Beneden-Kessel

In 1937 is de verbindingslijn tussen Vossem en Sterrebeek geëlektrificeerd waardoor er rechtstreekse elektrische tramverbinding tussen Brussel en Leuven mogelijk werd. Dit werd in 1940 de streektramlijn B en de aansluitende verbinding tussen Vossem en Tervuren werd dan verzorgd door een pendeldienst. De stadslijn 2 die tot Tervuren reed werd dan beperkt tot Tervuursepoort.
In 1952 heeft de buurtspoormaatschappij (NMVB), na de verbussingsproef in Brugge, het tramstadsnet opgeheven en vervangen door bussen. Al eerder in 1938 is cirkellijn 4 opgeheven tussen Mechelsepoort en Station. Alle stadslijnen behalve lijn 1 zijn in 1952 opgeheven. In 1953 werd ook lijn 1 opgeheven samen met de streeklijn naar Geldenaken, die geëxploiteerd werd met motortrams. De streektramlijn B naar Brussel bleef rijden: de trams komende van Brussel reden langs de Vesten tot het station om daarna terug te rijden langs de route van stadslijn 1 via de Grote Markt tot de Naamsepoort. De streeklijn naar Diest werd in 1952 geëlektrificeerd van Linden (eindpunt stadslijn 1) naar Sint-Joris-Winge en in 1953 tot Diest (station). Met een keerlus bij de Grote Markt konden de streektrams uit Diest (lijn D) daar keren. In feite werd de stadslijn 1 grotendeels vervangen door een lange streeklijn en werd maar klein stuk van de oorspronkelijke stadslijn 1 opgebroken bij Heverlee. Aan kant van Diest werd op aandringen van gemeente aldaar de tramlijn in 1955 ingekort tot Diest (Leuvensepoort). De volgende inkorting was in 1958 tot Onze-Lieve-Vrouw-Tielt. Op 19 mei 1961 werd de lijn Brussel opgeheven en op 31 maart 1962 werd de laatste tramlijn in Leuven (streeklijn Leuven Onze-Lieve-Vrouw-Tielt) opgeheven.

#### Busvervoer
Het openbaar vervoer in Leuven bestaat uit een busnetwerk geëxploiteerd door de Vlaamse Vervoermaatschappij De Lijn, aangevuld met 1 buslijn geëxploiteerd door de TEC (18 Jodoigne - Hamme-Mille - Leuven). Het netwerk bestaat in totaal uit 59 reguliere lijnen waaronder 12 Leuvense stadsbuslijnen (waaronder 2 ringbussen: 600 en 601), 4 snelbussen (naar Diest, Tienen, Brussel en Tremelo), 3 START-lijnen (616 651 652 Leuven - Zaventem Luchthaven), 15 schoollijnen en 2 marktlijnen. Op vrijdag- en zaterdagnacht is er een nachtnet met 9 lijnen. Op vrijdag- en op zondagavond zijn er ook extra bussen tussen VUB en Limburg (178, 179) met haltes in Leuven. Alle bussen vertrekken en komen aan in het busstation naast het spoorstation van de stad.
Internationaal busvervoer van en naar Leuven wordt aangeboden door Flixbus.

### Wegennet
Ten zuiden van Leuven loopt de A3/E40 Brussel - Luik. Langs de noordwestelijke rand van de stad loopt de A2/E314 Leuven - Lummen - Nederland, die aansluit op de A3/E40 aan het knooppunt Heverlee, net ten zuidwesten van Leuven. Rond het stadscentrum loopt de R23. Verschillende grote gewestwegen doen ook de stad aan, zoals de N2, van Brussel richting Limburg en Nederland, de N3, van Brussel richting Luik, of de N26 naar Mechelen.

## Politiek
Leuven is de provinciehoofdstad van de provincie Vlaams-Brabant en het Provinciehuis staat dan ook in Leuven. Naast het station van Leuven staat het Dirk Boutsgebouw met daarin het Vlaams Administratief Centrum (VAC) van de Vlaamse overheid.

### Voormalige burgemeesters
| Periode | Periode   | Burgemeester                               |
| ------- | --------- | ------------------------------------------ |
|         | 1830–1833 | Jean De Néeff                              |
|         | 1833–1842 | Guillaume Van Bockel                       |
|         | 1842–1852 | Ferdinand d'Udekem (LP)                    |
|         | 1852–1863 | Charles de Luesemans (LP)                  |
|         | 1864–1869 | Henri Peemans (LP)                         |
|         | 1869–1872 | Théodore Smolders (Kath. Partij)           |
|         | 1872–1895 | Leopold Vander Kelen (LP)                  |
|         | 1896–1900 | Frederik Lints (LP)                        |
|         | 1901–1904 | Vital Decoster (LP)                        |
|         | 1905–1914 | Leo Colins (LP)                            |
|         | 1914-1918 | Alfred Nerincx (Kath. Partij, dienstdoend) |
|         | 1918–1921 | Leo Colins                                 |
|         | 1921–1927 | Ferdinand Smolders (Kath. Verbond)         |

| Periode | Periode    | Burgemeester                            |
| ------- | ---------- | --------------------------------------- |
|         | 1927–1932  | Remi Van der Vaeren (Kath. Verbond)     |
|         | 1933–1938  | Raoul Claes (LP)                        |
|         | 1935–1938  | Edmond Doms (BWP)                       |
|         | 1939–1941  | Remi Van der Vaeren (Kath. Blok)        |
|         | 1941–1944  | Richard Bruynoghe (Oorlogsburgemeester) |
|         | 1944–1947  | Remi Van der Vaeren (CVP)               |
|         | 1947–1952  | Alfons Smets (CVP)                      |
|         | 1952–1958  | Franz Tielemans (BSP)                   |
|         | 1958–1976  | Alfons Smets (CVP)                      |
|         | 1977–1994  | Alfred Vansina (CVP)                    |
|         | 1995–2018  | Louis Tobback (SP / sp.a)               |
|         | 1998       | Carl Devlies (CVP, dienstdoend)         |
|         | 2019–heden | Mohamed Ridouani (sp.a / Vooruit)       |

### 2025–2030

#### Schepencollege
| Functie en bevoegdheden                                                                                | Naam                | Partij | Partij  |
| --- | ------------------- | ------ | ------- |
| Burgemeester                                                                                           | Mohamed Ridouani    |        | Vooruit |
| Eerste schepen Ruimtelijke planning, openbare werken en mobiliteit en erfgoed                          | Dirk Vansina        |        | CD&V    |
| Tweede schepen Onderwijs, kinderopvang, economie, werk en handel                                       | Lalynn Wadera       |        | Vooruit |
| Derde schepen Klimaat, financiën, digitalisering en afvalbeleid                                        | Thomas Van Oppens   |        | Groen   |
| Vierde schepen Zorg en welzijn, begraafplaatsen en voorzitter Zorg Leuven                              | Bieke Verlinden     |        | Vooruit |
| Vijfde schepen Cultuur, evenementen, deeltijds kunstonderwijs, personeel en organisatie                | Bert Cornillie      |        | Vooruit |
| Zesde schepen Burgerzaken, jeugd, studentenzaken en toerisme                                           | Karin Brouwers      |        | CD&V    |
| Zevende schepen Buurtwerk en armoedebestrijding, gelijke kansen en diversiteit, senioren, wijkwerking  | Lothe Ramakers      |        | Vooruit |
| Achtste Schepen Sport, stadsgebouwen en openbaar groen                                                 | Christophe Stockman |        | Vooruit |
| Negende schepen Wonen en bouwen, mondiaal beleid en voorzitter bijzonder comité voor de sociale dienst | Lies Corneillie     |        | Groen   |

#### Gemeenteraad
- Vooruit: Mohamed Ridouani, Lalynn Wadera, Bieke Verlinden, Bert Cornillie, Lothe Ramakers, Christophe Stockman, Jasmien Beckers, Anna Roos Brimco Melotte, Hannes De Geest, Irma De Wolf, Surya Dhakal, Lisa Jiroflée, Yu-Chun Liao, Bart Meulemans, Mauro Michielsen, Sarah Mohamed Khalif, Jan Thomas Roefs, Aynur Tasdemir, Bruno Tobback, Myriam Welkenhuysen, Natalie Haine, Katja Hermans, Daisy Kaerts
- N-VA: Zeger Debyser, Frieda Aerts, Debby Appermans, Veerle Bovyn, Katelijne Dedeurwaerder, Daniela El-Kadi, Karine Op de Beeck, Karen Van Herck, Pieterjan Vangerven, Lies Verlinden
- CD&V: Dirk Vansina, Karin Brouwers, Els Van Hoof, Ruben Geleyns, Katrien Vermijlen, Liesbeth Vandermeeren, Carl Devlies
- Groen: Lies Corneillie, David Dessers, Thomas Van Oppens, Ann Li, Frouke Wouters
- Vlaams Belang: Britt Huybrechts
- PVDA: Anton Nilis [17]

Voorzitter gemeenteraad: Carl Devlies (CD&V) 
Algemeen directeur: Geertrui Vanloo

### Resultaten gemeenteraadsverkiezingen sinds 1976
| Partij of kartel     | Partij of kartel                                       | 10-10-1976 | 10-10-1976 | 10-10-1982 | 10-10-1982 | 9-10-1988 | 9-10-1988 | 9-10-1994 | 9-10-1994 | 8-10-2000 | 8-10-2000 | 8-10-2006 | 8-10-2006 | 14-10-2012 | 14-10-2012 | 14-10-2018 | 14-10-2018 | 13-10-2024 | 13-10-2024 |
| Stemmen / Zetels     | Stemmen / Zetels                                       | %          | 43         | %          | 43         | %         | 43        | %         | 43        | %         | 43        | %         | 45        | %          | 45         | %          | 47         | %          | 47         |
| -------------------- | ------------------------------------------------------ | ---------- | ---------- | ---------- | ---------- | --------- | --------- | --------- | --------- | --------- | --------- | --------- | --------- | ---------- | ---------- | ---------- | ---------- | ---------- | ---------- |
|                      | PVDA1/ PVDA+2                                          | 1,711      | 0          | 0,731      | 0          | 0,471     | 0         | 0,661     | 0         | 0,841     | 0         | 1,072     | 0         | 2,842      | 0          | 4,61       | 1          | 4,61       | 1          |
|                      | Agalev1/ Groen!2/ Groen3                               | -          |            | 81         | 3          | 10,431    | 4         | 9,311     | 4         | 13,91     | 6         | 11,32     | 4         | 15,473     | 7          | 19,73      | 10         | 11,73      | 5          |
|                      | KPB1/ SPEA/ SAP-KPB2                                   | 1,861      | 0          | 24,47A     | 11         | 0,422     | 0         | -         |           | -         |           | -         |           | -          |            | -          |            | -          |            |
|                      | SP1/ SPEA/ sp.a2/ Vooruit3                             | 26,91      | 12         | 24,47A     | 11         | 25,411    | 12        | 40,51     | 20        | 31,71     | 15        | 38,122    | 19        | 31,422     | 16         | 25,92      | 14         | 41,73      | 23         |
|                      | PVV1/ VLD2/ Leuven+3/ Open Vld4/ Liberaal voor Leuven5 | 17,721     | 7          | 18,31      | 8          | 16,461    | 7         | 12,192    | 5         | 18,882    | 8         | 11,242    | 4         | 7,833      | 3          | 6,54       | 2          | 2,55       | 0          |
|                      | CVP1/ CD&V-N-VAB/ CD&V2                                | 39,731     | 19         | 34,121     | 16         | 35,91     | 18        | 26,771    | 13        | 22,731    | 11        | 26,67B    | 12        | 18,512     | 9          | 16,12      | 8          | 14,52      | 7          |
|                      | VU1/ VU&ID2/ CD&V-N-VAB/ N-VA3                         | 12,081     | 5          | 11,961     | 5          | 6,391     | 2         | 3,521     | 0         | 4,432     | 1         | 26,67B    | 1         | 19,043     | 9          | 22,23      | 11         | 19,73      | 10         |
|                      | Vlaams Blok1/ Vlaams Belang2                           | -          |            | 0,721      | 0          | 2,351     | 0         | 5,081     | 1         | 7,531     | 2         | 11,62     | 5         | 3,732      | 1          | 3,62       | 1          | 4,02       | 1          |
| Anderen(*)           | Anderen(*)                                             | -          |            | 1,7        | 0          | 2,18      | 0         | 1,98      | 0         | -         |           | -         |           | 1,15       | 0          | 1,5        | 0          | 1,2        | 0          |
| Totaal stemmen       | Totaal stemmen                                         | 60.656     | 60.656     | 60.696     | 60.696     | 60.276    | 60.276    | 59.104    | 59.104    | 59.113    | 59.113    | 61.475    | 61.475    | 59.682     | 59.682     | 61.555     | 61.555     | 45.775     | 45.775     |
| Opkomst %            | Opkomst %                                              |            |            |            |            | 95,11     | 95,11     | 90,8      | 90,8      | 90        | 90        | 92,06     | 92,06     | 88,56      | 88,56      | 91,1       | 91,1       | 67,4       | 67,4       |
| Blanco en ongeldig % | Blanco en ongeldig %                                   | 4,04       | 4,04       | 5,15       | 5,15       | 4,91      | 4,91      | 3,6       | 3,6       | 3,11      | 3,11      | 3,21      | 3,21      | 2,41       | 2,41       | 2,2        | 2,2        | 0,4        | 0,4        |

De rode cijfers naast de gegevens duiden aan onder welke naam de partijen bij elke verkiezing opkwamen.

De zetels van de gevormde coalitie staan vetjes afgedrukt. De grootste partij is in kleur.

(*) 1982: RAD (1,7%) / 1988: GLB (1,96%), NF (0,22%) / 1994: SLB (0,12%), UNIE (0,38%), W.O.W. (1,48%) / 2012: CADP (0,23%), Piratenpartij (0,92%) / 2018: Liever Leuven (1,5%) / 2024: Volt Leuven (0,7%), Voor U Leuven (0,5%)

## Economie

### Winkels en markten

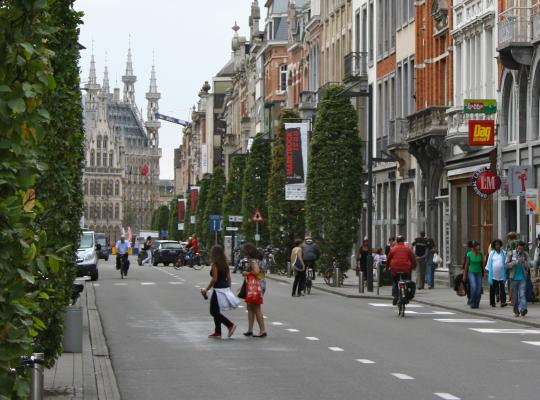
Bondgenotenlaan in Leuven

De Diestsestraat en de Bondgenotenlaan zijn de belangrijkste winkelstraten in het centrum van Leuven. Ook in de Tiensestraat, de Mechelsestraat en de Parijsstraat bevinden zich veel winkels. Zowel de Diestse- als de Mechelsestraat en het eerste deel van de Tiensestraat zijn volledig verkeersluw.
Middelgrote detailhandels situeren zich op de Tiensesteenweg en langs de vaart (Vaartkom).
Op vrijdag is er wekelijks, van 7.00 tot 13.00 uur, een warenmarkt op het Monseigneur Ladeuzeplein, het Herbert Hooverplein en een bloemenmarkt in de Brusselsestraat. Op zaterdag is er van 9.00 tot 18.00 uur een antiek- en rommelmarkt op het Mathieu de Layensplein en in de Mechelsestraat en er is een bloemenmarkt en versmarkt in de Brusselsestraat. In december is er een kerstmarkt op het Monseigneur Ladeuzeplein en het aansluitende Herbert Hooverplein.

### Philipssite

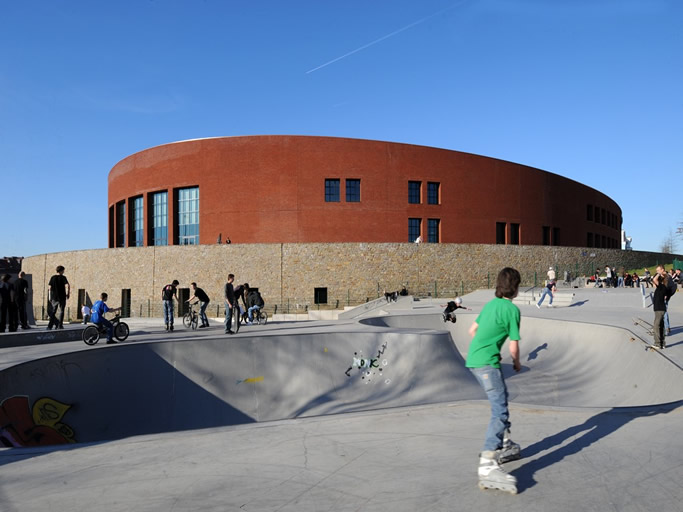
Sportoase Leuven

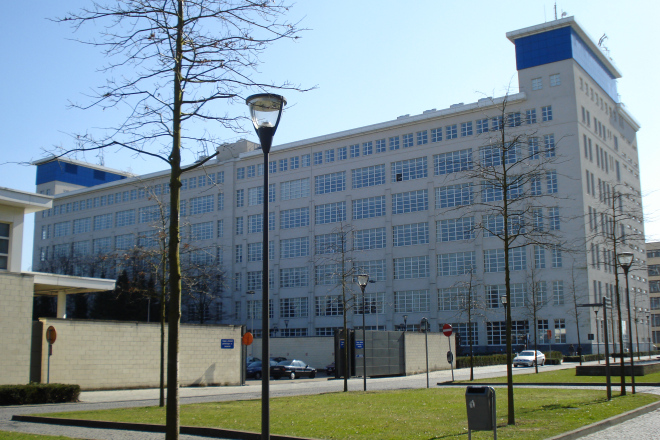
Philipsgebouw Leuven

Zuidoostelijk van de R23 ligt de Philipssite, die zo genoemd wordt omdat tussen 1929 en 1989 hier een fabriek van Philips gevestigd was. Philips is tegenwoordig op het industrieterrein Haasrode gevestigd. De Philipssite is thans een kantoor- en sportcomplex en biedt publieke parking. Er zijn zowel overheidsinstanties als private bedrijven gehuisvest. Zo heeft Arvesta, het vroegere AVEVE, zijn hoofdkantoor in het Ubicenter, dat verder veel technologiebedrijven van huisvesting voorziet.

### Bierbrouwerijen
Leuven wordt wel gezien als de bierhoofdstad van België. Zo waren er vroeger 56 brouwerijen actief. De grootste bierbrouwerij van de wereld is actief in Leuven, namelijk AB InBev in de vorm van de Stella Artois-brouwerij aan de Vaart. Daarnaast is er een stadsbrouwerij en een buurtbrouwerij in Kessel-Lo. In de buurt van Leuven zijn er brouwerijen in Hoegaarden (Hoegaarden), Holsbeek (o.a. Brouwerij De Vlier), Tildonk (o.a. Brouwerij Hof Ten Dormaal), Wezemaal (Broeder Jacob), Aarschot (Wolf) en andere. Het is een belangrijke bron van inkomsten voor de stad.

### Industrie
Tot de jaren tachtig was er in Leuven veel metaalverwerkende industrie te vinden. Zo was er op de plek waar de brouwerij van Stella Artois is gevestigd de Ateliers de la Dyle gevestigd. Deze firma was verantwoordelijk voor de bouw van trams en treinen en in de jaren zestig ook caravans. Andere firma's waren onder andere fietsenfabriek Delin (later Ets. de Construction d'Automoteurs Eugène Mathieu), schoenenfabriek Wanet, textielfabriek Fabota, textielfabriek Hottat, deegwarenfabriek Anco, metaalbedrijf Donckers, metaalbedrijf Peeters en de Centrale Werkplaatsen.

### Innovatie
Gezien de aanwezigheid van de KU Leuven is een steeds groter deel van de lokale economie gebaseerd op spin-offs van academisch onderzoek. Daarnaast is er de groei van het Leuvense onderzoekscentrum IMEC, een onderzoekscentrum van wereldklasse op het gebied van nano-elektronica en digitale technologieën.
Naast KU Leuven en imec zijn ook andere onderzoeksinstellingen zoals het Vlaams Instituut voor Biotechnologie, UCLL en Flanders Make in Leuven actief. Deze kennisinstellingen genereren tientallen nieuwe start-ups in groeisectoren zoals biotech, robotica, additive manufacturing en IT.
Naast de lokale groei van bedrijvigheid heeft Leuven sinds de jaren 70 ook heel wat internationale bedrijven aangetrokken. Voorbeelden zijn Commscope (het vroegere RayChem), Terumo, GC Europe en Donaldson. Vanaf de jaren 90 en zeker na het jaar 2000, volgen via de overname van lokale start-ups en snelgroeiende Leuvense bedrijven, een nieuwe golf van internationale bedrijven met onder meer Siemens, Huawei, Nikon Corporation en Sony. Hierdoor komen belangrijke, vaak onderzoeksgerichte vestigingen, naar Leuven.
In september 2020 werd stad Leuven door de Europese Commissie uitgeroepen tot 'Europese Hoofdstad van Innovatie'. Leuven won van elf finalisten, waaronder Milaan, Valencia en Wenen. Deze bekroning is er voor die steden bijdragen aan open en dynamische innovatie-ecosystemen, die burgers betrekken in beleid en beslissingen en die innovatie gebruiken ter versterking van stedelijke duurzaamheid.

### Gezondheid
Behalve het regionale ziekenhuis Heilig Hart en het Medisch Centrum voor Huisartsen, is Leuven vooral bekend om het academisch ziekenhuis UZ Leuven, een van de grootste en meest geavanceerde academische ziekenhuizen van Europa. Als gevolg van deze en andere (para-)medische organisaties in en rond Leuven is een grote aantal particuliere dienstverleners actief op medisch, financieel en juridisch gebied.

## Onderwijs
- Hoger onderwijs: KU Leuven · LUCA School of Arts · UC Leuven-Limburg · Evangelische Theologische Faculteit Leuven · Johannes XXIII-seminarie
- Scholengemeenschap KS Leuven: Don Bosco Groenveld · HDC · Heilig Hartinstituut Heverlee · Heilig Hartinstituut Kessel-Lo · Miniemeninstituut · Paridaensinstituut · Sancta Maria Leuven · Sint-Albertuscollege Haasrode · Sint-Franciscusinstituut voor Verpleegkunde · Sint-Pieterscollege · Stroom Leuven · VTI Leuven · Ter Bank · Windekind Leuven · Ziekenhuisschool Leuven · Lemmensinstituut · Heilige-Drievuldigheidscollege
- Scholengemeenschap Leuven (SGE): GO! Woudlucht · GO! De Nova · GO! Campus Redingenhof · GO! Atheneum De Ring · De Wijnpers Vlaams-Brabant
- Basisonderwijs: Scholengemeenschap Archipel! · De4sprong · Scholengemeenschap Leuven-Hageland
- Methodescholen: De MET · Steinerschool De Zonnewijzer · De Grasmus

## Sport
Leuven huisvest tal van grote sportclubs. Enkele bekende zijn:
- Lizards Lubbeek-Leuven (volleybal)
- Daring Club Leuven Atletiek (atletiek)
- Oud-Heverlee Leuven (voetbal)
- Volley Haasrode Leuven (volleybal)
- Leuven Bears (basketbal)
- Blauwput Omnisport (turnen)
- Leuven Aquatics (zwemmen, waterpolo)
- KHC Leuven (hockey)
- Rugbyclub Leuven (rugby)
- Jetset Ultimate Frisbee (ultimate)
- Handbal Leuven 2019 (Handbal)

#### Wielrennen
In Leuven vindt jaarlijks de start van de Brabantse Pijl plaats, dit met een lokale ronde voordat de renners richting Overijse trekken. Ook wordt er in en rond de binnenstad op 15 augustus de Tour of Leuven verreden, met start op de Grote Markt en de Bondgenotenlaan als aankomstplaats.
In september 2021 vond de aankomst van de wereldkampioenschappen wielrennen plaats in Leuven, de junioren startten er zelfs ook. Het was de eerste keer dat een wereldkampioenschap wielrennen in Leuven werd verreden. Het was in oktober 2024 de aankomstplaats van het UCI Wereldkampioenschappen gravel 2024.

#### Europese Sportstad 2021
Leuven is eind 2020 bekroond tot Europese Sportstad 2021. Dit vanwege hun uitgebreid aanbod aan sportinfrastructuur en hun vele evenementen die de stad jaarlijks organiseert.

## Zustersteden
| Zusterstad                 | Land      |
| -------------------------- | --------- |
| 's-Hertogenbosch           | Nederland |
| Rennes                     | Frankrijk |
| Lüdenscheid                | Duitsland |
| Krakau                     | Polen     |
| Ottignies-Louvain-la-Neuve | België    |

Naast deze zustersteden worden er ook vriendschapsbanden met steden in diverse landen onderhouden. Een officieel vriendschapspact werd met Tainan (Taiwan) en Stellenbosch (Zuid-Afrika) afgesloten.
Ten slotte is er sinds 1989 het adoptiedorp Cristian (Roemenië) en wordt er informatie verspreid over, en de coördinatie verzekerd van, de hulpacties die het stadsbestuur op touw zet of waaraan de stad deelneemt.

## Nabijgelegen kernen
Wilsele, Winksele, Bertem, Heverlee, Korbeek-Lo, Kessel-Lo